# Găvănești, Buzău
Găvănești este un sat în comuna Săgeata din județul Buzău, Muntenia, România. Se află în Câmpia Română, în sud-estul județului.
La sfârșitul secolului al XIX-lea, satul Găvănești era reședința unei comune aflate în plasa Câmpul a județului Buzău și formate din cătunele Movilița și Găvănești, având în total 1080 de locuitori ce trăiau în 231 de case. În comuna Găvănești funcționau o școală cu 36 de elevi (dintre care 2 fete) și o biserică clădită de episcopul Chesarie al Buzăului în 1844. Episcopul Chesarie a impulsionat semnificativ dezvoltarea satului Găvănești, acordând facilități țăranilor care se stabileau pe moșia episcopiei aflată acolo. În 1925, comuna era în plasa Câlnău a aceluiași județ, și avea în componență satele Bănița, Găvănești și Movilița, cu 1959 de locuitori.
În 1950, comuna Găvănești a fost inclusă în raionul Buzău al regiunii Buzău și apoi (după 1952) al regiunii Ploiești. În 1968, reforma administrativă a dus la desființarea comunei Găvănești și includerea ei în comuna Săgeata.